# Antonio Catricalà
Antonio Catricalà (Catanzaro, 7 febbraio 1952 – Roma, 24 febbraio 2021) è stato un avvocato, magistrato, dirigente pubblico e politico italiano.
Avvocato cassazionista, è stato magistrato del Consiglio di Stato della Repubblica italiana, presidente dell'Autorità garante della concorrenza e del mercato, sottosegretario di Stato alla Presidenza del Consiglio dei ministri con funzioni di segretario dello stesso durante il governo Monti, viceministro al Ministero dello sviluppo economico durante il governo Letta. Il 30 giugno 2015 viene nominato presidente dell'OAM (Organismo per la gestione degli Elenchi degli Agenti in attività finanziaria e dei Mediatori creditizi). Il 20 aprile 2017 è stato nominato presidente di Aeroporti di Roma S.p.A. Il 18 febbraio 2021 viene nominato presidente dell'Istituto Grandi Infrastrutture (IGI).

## Biografia
Laureatosi con lode in giurisprudenza a soli 22 anni presso l'Università di Roma "La Sapienza", dove è stato, peraltro, allievo di Pietro Rescigno, ha in seguito vinto il concorso in magistratura ordinaria, nonché superato l'esame di abilitazione da avvocato. Per due anni ha studiato economia, sociologia, storia e scienza dell'amministrazione presso l'Istituto Luigi Sturzo di Roma, ove è stato allievo di Federico Caffè. Successivamente è stato nominato per concorso consigliere e presidente di sezione del Consiglio di Stato della Repubblica italiana.
Ha pubblicato il libro L'esame di diritto civile (Maggioli Editore, 2010) in cui riporta il contenuto delle lezioni tenute al suo corso per la preparazione al concorso in magistratura, altri studi monografici e vari articoli.
Quale professore a contratto nella facoltà di giurisprudenza dell'Università degli Studi di Roma Tor Vergata ha insegnato diritto privato.
È stato presidente dell'Autorità garante della concorrenza e del mercato dal 9 marzo 2005 al 16 novembre 2011. Il 18 novembre 2010 era stato designato alla presidenza dell'Autorità per l'energia elettrica e il gas, carica alla quale ha rinunciato nove giorni dopo.
Il 16 novembre 2011 è stato nominato sottosegretario di Stato alla Presidenza del Consiglio dei ministri con funzioni di segretario del Consiglio dal presidente del Consiglio Mario Monti e dal Presidente della Repubblica.
Il 2 maggio 2013 viene nominato viceministro al Ministero dello sviluppo economico con il ministro Flavio Zanonato nel governo Letta con delega alle comunicazioni.
Nel mese di settembre 2014 viene candidato dal centro-destra alla carica di giudice della Corte costituzionale in sostituzione del giudice Luigi Mazzella di area centro-destra. Catricalà viene sostenuto direttamente dal presidente di Forza Italia Silvio Berlusconi, da Gianni Letta e Denis Verdini, superando la candidatura dell'ex presidente della Commissione Affari Costituzionali della Camera e della Commissione d'inchiesta sul G8 di Genova Donato Bruno, sostenuto invece dai gruppi parlamentari del partito, specialmente dai senatori, dopo che sui due si erano divisi quasi equamente i voti del centro-destra nelle precedenti votazioni. Catricalà viene candidato dal centro-destra in ticket con l'ex presidente della Camera ed ex magistrato Luciano Violante per il centro-sinistra, creando diversi malumori nel suo partito e nell'intera coalizione. Infatti, nella nona votazione sia Violante (446) sia Catricalà (368) si fermano lontanissimi dal quorum dei 3/5 dei componenti (570) sottolineando così una netta spaccatura in Forza Italia con i 120 voti dati a Bruno. Dopo il primo voto Catricalà ritira la propria candidatura.
Il 28 ottobre 2014 Catricalà comunica di avere dato le dimissioni da presidente di sezione del Consiglio di Stato della Repubblica Italiana per intraprendere la carriera di avvocato e fonda la Law Academy. Successivamente diviene partner dello Studio Lipani Catricalà & Partners.
Il 30 giugno 2015 viene nominato presidente dell'OAM – Organismo per la gestione degli Elenchi degli Agenti in attività finanziaria e dei Mediatori creditizi.
Il 20 aprile 2017 viene nominato presidente della Società ADR - Aeroporti di Roma S.p.A..
Il 18 febbraio 2021 viene nominato presidente dell'Istituto Grandi Infrastrutture (IGI).
È stato professore associato di diritto privato presso l'Università telematica "Pegaso", nonché professore a contratto di diritto dei consumatori alla LUISS Guido Carli. Ha insegnato per contratto anche alla Universitas Mercatorum, alla Università per stranieri di Siena e a La Sapienza. È stato per diversi anni programme leader del corso di laurea magistrale a ciclo unico in giurisprudenza della Link Campus University.
Antonio Catricalá si è tolto la vita all'età di 69 anni con un colpo di pistola Smith & Wesson alla tempia nel terrazzo del suo appartamento romano situato ai Parioli il 24 febbraio del 2021, sei giorni dopo la nomina di presidente dell'Istituto Grandi Infrastrutture. I funerali furono celebrati nella chiesa di San Roberto Bellarmino nel quartiere Parioli; riposa nel cimitero Flaminio di Prima Porta a Roma. Dopo la sua morte la procura di Roma ha aperto un fascicolo stabilendo infine che il giurista è morto suicida; ancora non se ne comprendono le cause, nonostante la moglie Diana Agosti in una intervista avesse dichiarato che Catricalá aveva una depressione latente per problemi di salute.

## Vita privata
La sorella Maria è professoressa ordinaria di glottologia e linguistica all'Università Roma Tre.

## Onorificenze e riconoscimenti
- Nel 2009 è stato insignito del premio Aldo Sandulli.
- In sua memoria è stato creato il "Premio Antonio Catricalà" che viene presentato ogni anno durante la manifestazione culturale Mediterranea - La Civiltà Blu a Sabaudia, per confrontarsi sul tema dei "civil servant" e destinato ai servitori dello Stato che ricoprono ruoli chiave e che spesso vengono richiamati in servizio nei momenti più critici della vita politico istituzionale.